# Alfred Nalepa
Alfred Nalepa (Werschetz, 19 december 1856 — Baden bei Wien, 11 december, 1929) was een Oostenrijks zoöloog, gespecialiseerd op het gebied van acarologie. 
Hij studeerde natuurwetenschappen aan de Universiteit van Wenen en vanaf 1886 werkte hij bij de Lehrerbildungsanstalt in Linz. In 1892 keerde hij terug naar Wenen, waar hij werd benoemd tot hoogleraar in de natuurlijke historie aan het Elisabethgymnasium.
Hij beschreef vele soorten in het gebied van de acarologie en was de binominale auteur van de mijtenfamilie,  Eriophyidae. 

## Belangrijkste werken
- Beiträge zur Systematik der Phytopten, 1889 - Bijdrage aan de systematiek van Phytoptidae.
- Beiträge zur Kenntniss der Phyllocoptiden, 1894 - Bijdrage tot de kennis van Phyllocoptes.
- Die Naturgeschichte der Gallmilben, 1894 - Natuurlijke geschiedenis van galmijten.
- Eriophyidae (Phytoptidae), 1898.
- Eriophyiden-Gallenmilben, 1911 - Eriophyidae-galmijten.

- Gemeinsame Normdatei: 117547158
- International Standard Name Identifier: 0000 0000 3244 5419
- Library of Congress Control Number: n84160634
- Nationale Bibliotheek van Israël: 987007346549405171
- Nederlandse Thesaurus van Auteursnamen: 160529700
- Système universitaire de documentation: 137124074
- Virtual International Authority File: 8167963
- WorldCat: E39PBJkMGJY6TbPqjW6ywkWMT3